# Investigational New Drugs
Investigational New Drugs, abgekürzt Invest. New Drugs, ist eine wissenschaftliche Fachzeitschrift, die vom Springer-Verlag veröffentlicht wird. Die Zeitschrift erscheint derzeit mit sechs Ausgaben im Jahr. Es werden Arbeiten veröffentlicht, die sich mit neuen Arzneistoffen für die onkologische Therapie beschäftigen.
Der Impact Factor lag im Jahr 2015 bei 3,281. Nach der Statistik des ISI Web of Knowledge wird das Journal mit diesem Impact Factor in der Kategorie Onkologie an 84. Stelle von 213 Zeitschriften und in der Kategorie Pharmakologie und Pharmazie an 89. Stelle von 254 Zeitschriften geführt.